# Ermida de São Nuno
A Ermida de São Nuno é uma Ermida portuguesa localizada na freguesia da Candelária, concelho da Madalena do Pico, na ilha do Pico, no arquipélago dos Açores.